# Баварське передгір'я
Баварське передгір'я (нім. Alpenvorland) — велике плато на півдні Німеччини (Баварія), між долиною Дунаю на півночі і Альпами на півдні. Німецька частина передгір'їв Альп. Пасмо має приблизно 80 км завдовжки і 20–30 км завширшки. Найвища вершина плато — гора Кроттенкопф, яка досягає висоти 2086 м. Найбільше місто в регіоні — Куфштайн.
Термін не слід плутати з Баварськими Альпами або Баварським плато. Ці терміни включають весь альпійський регіон і все альпійське плоскогір'я на території Баварії.
За винятком Естер гір на крайньому заході, саміти баварської Преальпи все нижче 2000 метрів у висоту, і тільки деякі з них мають видатні вапнякові скелі.
Баварське передгір'я лежить на висоті приблизно від 350 до 900 м над рівнем моря. Його перетинають річки, що беруть початок в Альпах, такі як Іллер, Лех, Ізар та Інн. Рельєф області дуже різноманітний. Є багато льодовикових озер, наприклад Боденське озеро.
Клімат помірний, відносно прохолодний і досить вологий. У південній частині переважають ліси і болота, на півночі добре розвинуте сільське господарство. Основними культурами є пшениця, цукровий буряк, хміль, тютюн та виноград. Це один з найважливіших районів інтенсивного сільського господарства в Німеччині.

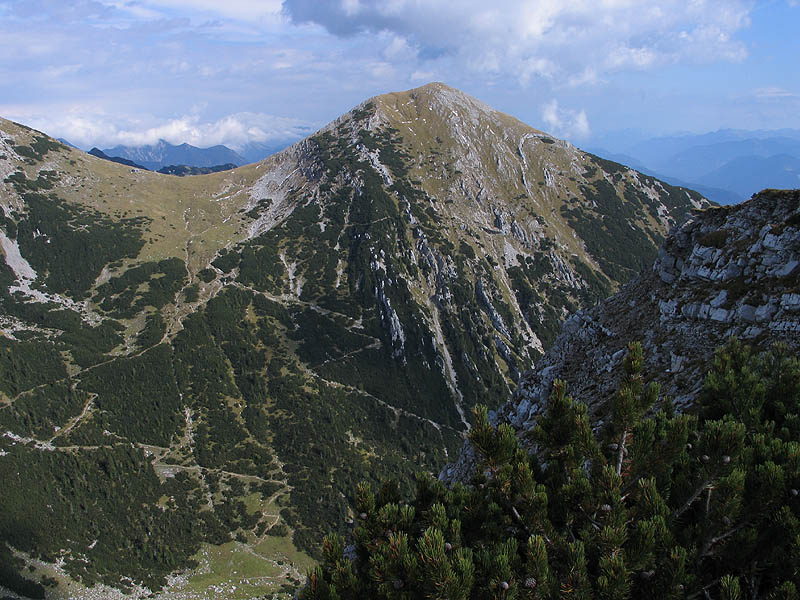
Кроттенкопф

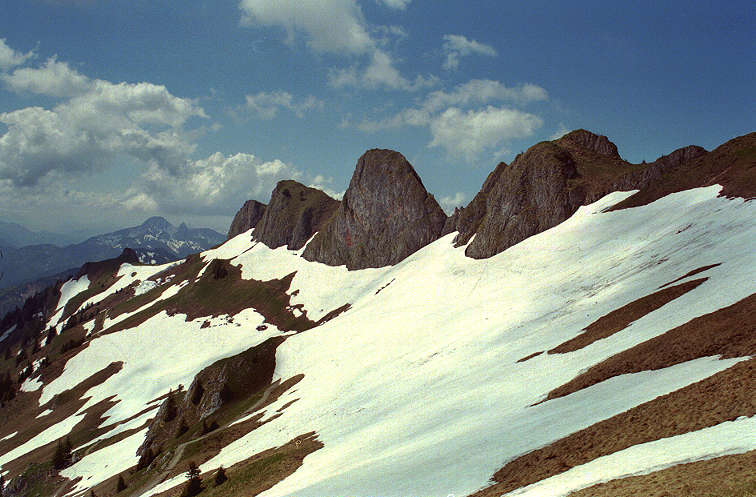
Гора Ротванд